# Vuollerim 6000 Natur och Kultur

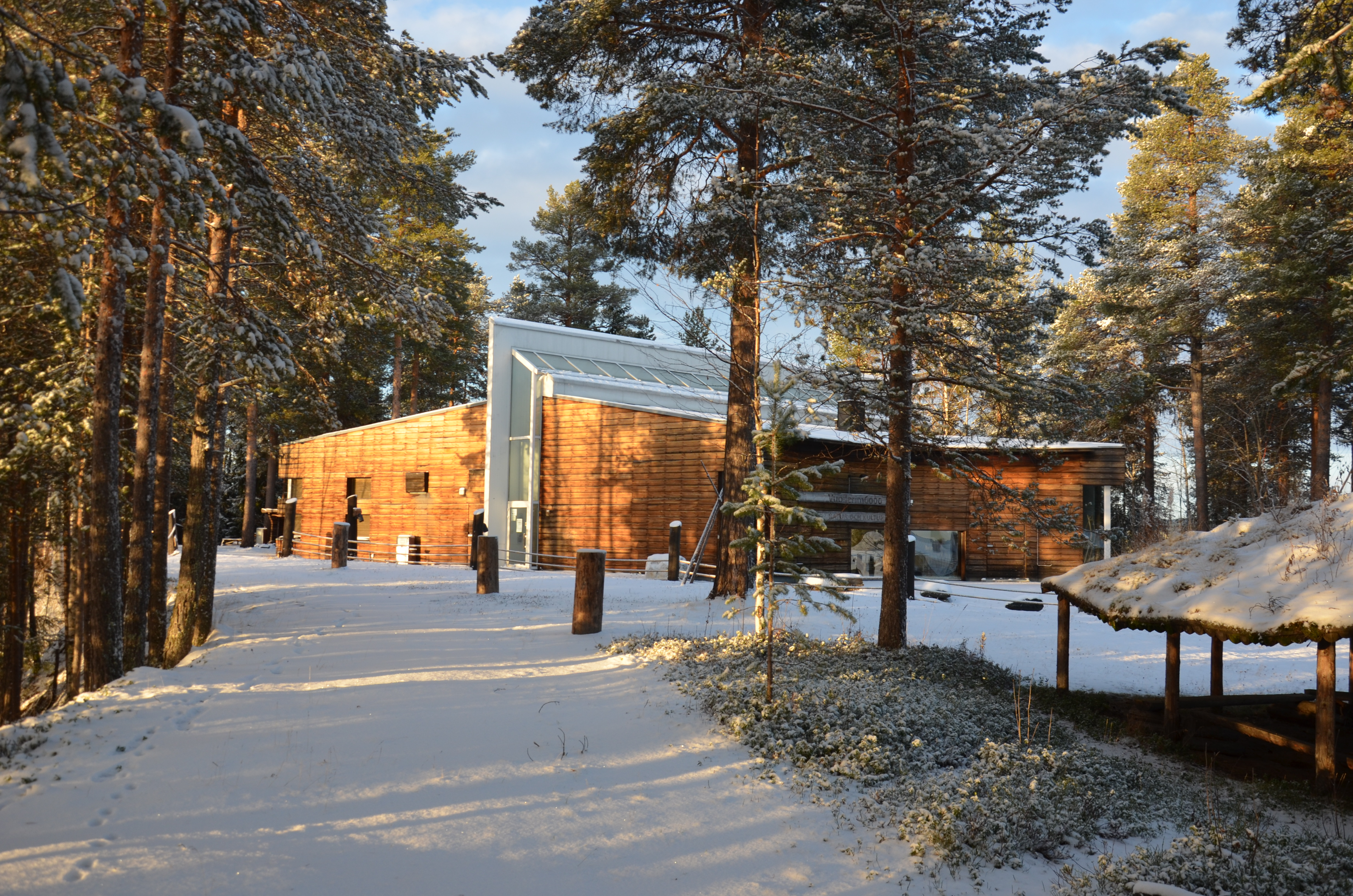
Vuollerim 6000 Natur och Kultur

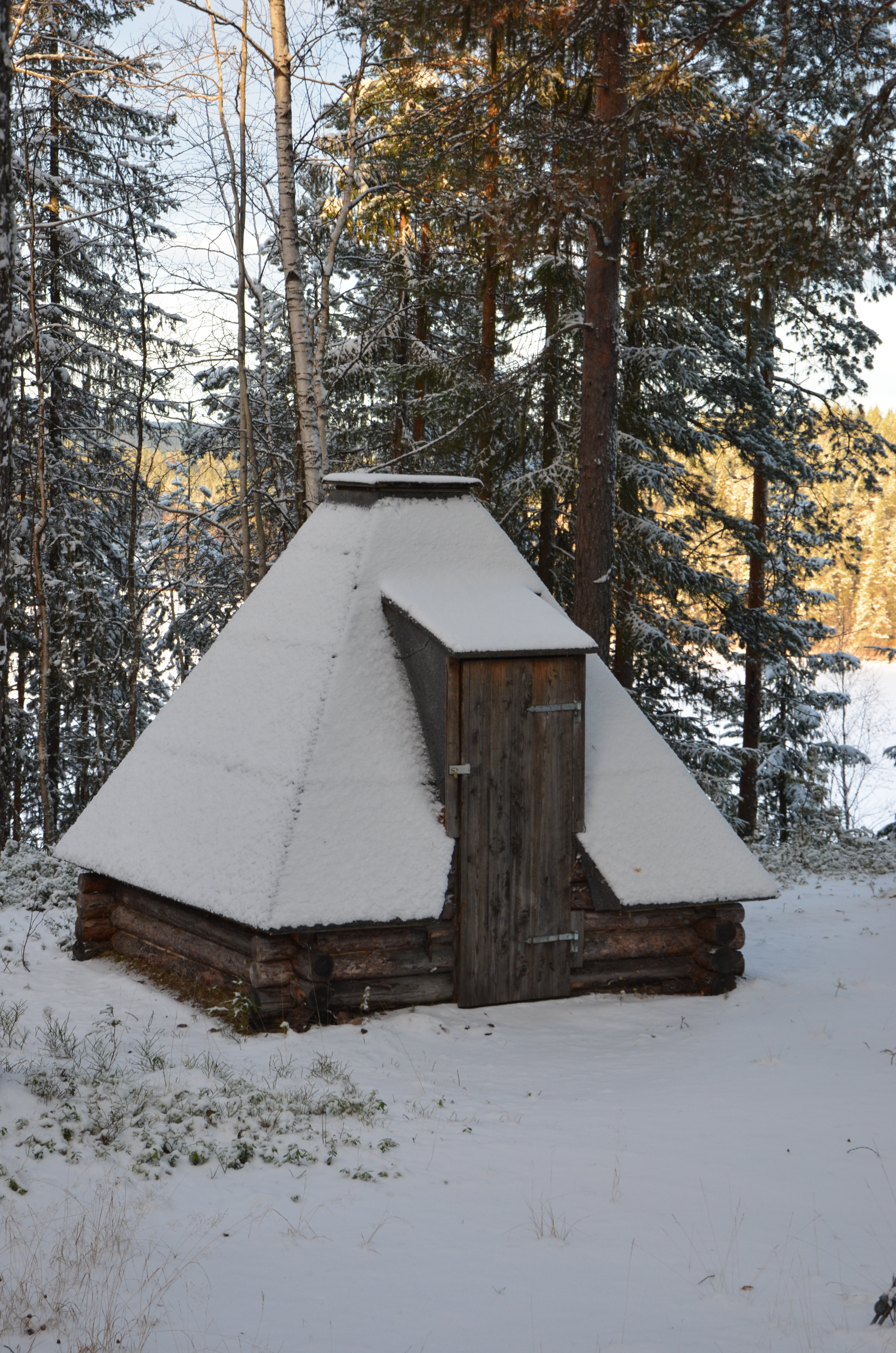
Kåta på museiområdet

Vuollerim 6000 Natur och Kultur var ett arkeologiskt museum i Vuollerim i Jokkmokks kommun.
Vuollerim 6000 Natur och Kultur invigdes 1990 och var uppbyggt på basis av fynd från två 6000 år gamla stenåldersboplatser på Älvnäset (Vuollerimboplatsen) vid sammanflödet av Lilla och Stora Luleälvarna, vilka ligger två kilometer från Vuollerim 6000 och som upptäcktes 1983 av arkeologer från Umeå universitet. Den ena boplatsen har undersökts vid grävningar under två perioder: 1983-1987 och 2004-2007. 
Museibyggnaden ritades av Per Persson och Mats Winsa på MAF Arkitektkontor i Luleå och fick Träpriset 1992.
Sedan Jokkmokks kommun 2009 beslutat lägga ned verksamheten, övergick driften år 2000 från stiftelsen Vuollerim 6000 till Samarbetsgruppen Vuollerim 6000 Natur och Kultur, som består av lokala ideella föreningar, företag och privatpersoner. Verksamheten lades ned 2018.
Till platsen för Vuollerim 6000 Natur och Kultur har också flyttats Vuollerims hembygdsgård.

## Att läsa vidare
- En vision av forntiden – nutida tolkningar av ett forntida liv på stenåldersboplatsen vid Vuollerim, Vuollerim 6000 Natur och Kultur